# Parallelorchis diglossus
Parallelorchis diglossus är en plattmaskart. Parallelorchis diglossus ingår i släktet Parallelorchis och familjen Diplostomatidae. Inga underarter finns listade i Catalogue of Life.